# Myeongjang-dong
Myeongjang-dong (koreanska: 명장동) är en stadsdel i Busan, i den sydöstra delen av Sydkorea, 300 km sydost om huvudstaden Seoul. Den ligger i stadsdistriktet Dongnae-gu.

## Indelning
Administrativt är Myeongjang-dong indelat i:
| Namn    | Namn                  | Yta km² | Invånare 31 dec 2019 |
| ------- | --------------------- | ------- | -------------------- |
| 명장1동 | Myeongjang 1(il)-dong | 0,90    | 14 794               |
| 명장2동 | Myeongjang 2(i)-dong  | 0,88    | 15 529               |